# انی میاچیکا
 انی میاچیکا (انگلیسی: Ani Mijačika؛ زادهٔ ۱۵ ژوئن ۱۹۸۷) یک تنیس‌باز اهل کرواسی است. 